# GEA Group
Pour les articles homonymes, voir GEA.
GEA Group AG, exactement Global Engineering Alliance, est une entreprise allemande. Elle est cotée dans l’index boursier allemand MDAX. Son siège social se trouve à Düsseldorf en Rhénanie-du-Nord-Westphalie.
Elle est l'un des acteurs internationaux majeurs de l’ingénierie mécanique et l’ingénierie d’usine. Ses marchés principaux sont ceux de l’énergie, de la pétrochimie et de l’agroalimentaire (dont les boissons). En 2005, le groupe emploie 17 500 collaborateurs dans plus de 250 filiales et dans plus de 50 pays, avec un chiffre d’affaires de 4,5 milliards d’euros.
Jusqu'en 2005, le siège était situé à Francfort-sur-le-Main et de 2005 à 2011 à Bochum, avant de venir à Düsseldorf.

## Historique

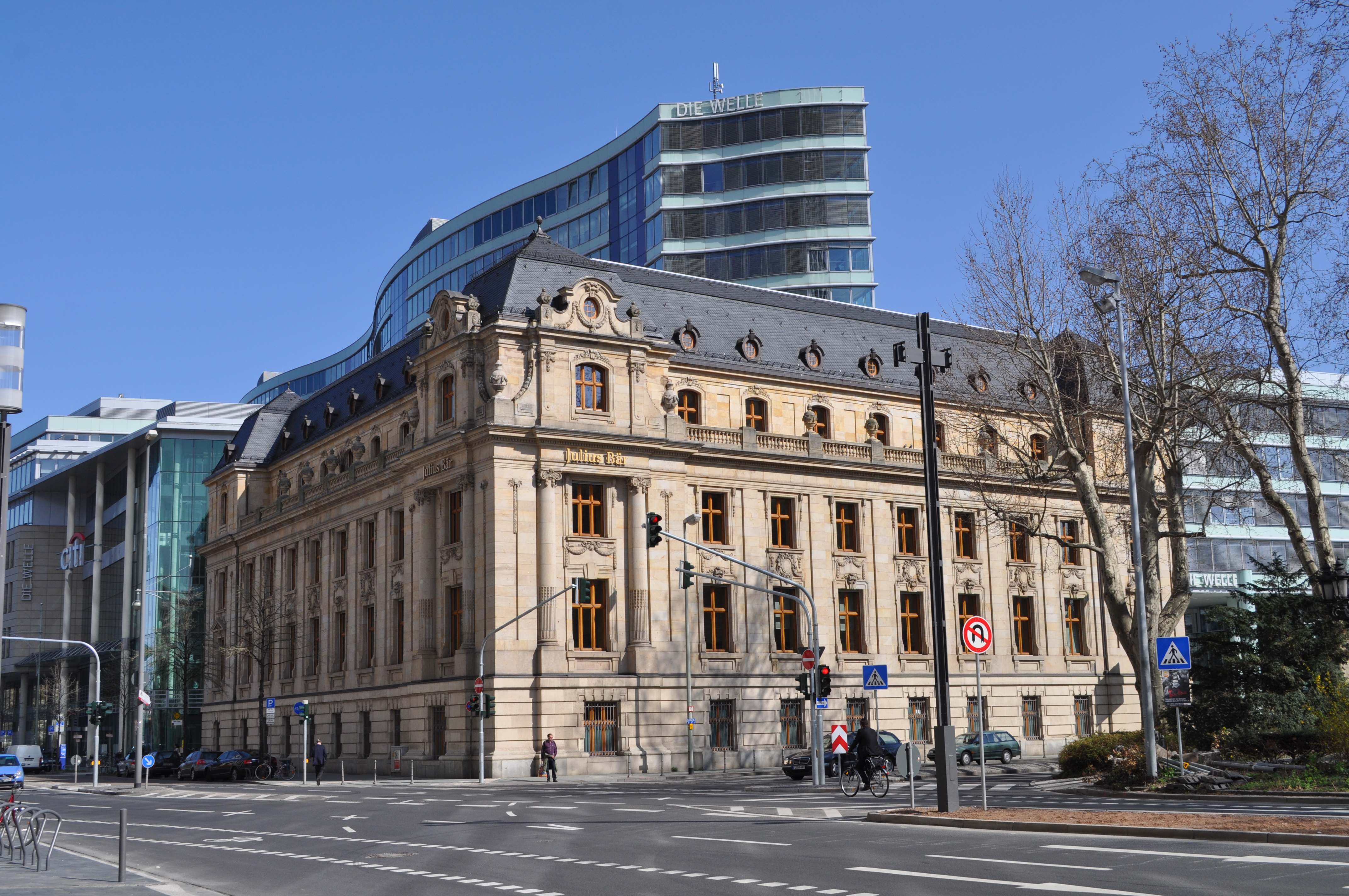
Ancien siège social de Metallgesellschaft au n°14 Reuterweg (entre 1905 et 1994).

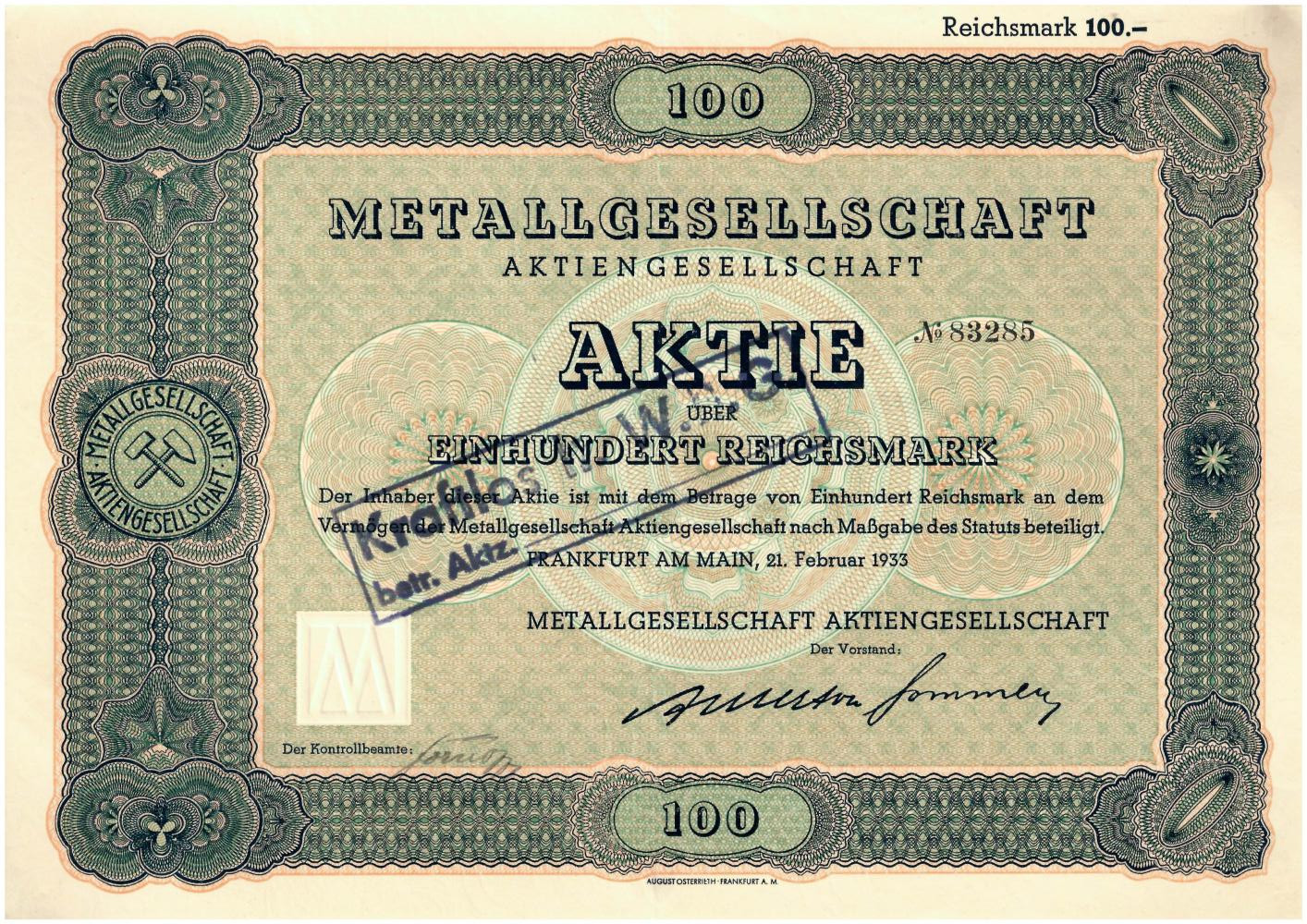
Action de 100 Rentenmarks de Metallgesellschaft AG (21 février 1933).

Metallgesellschaft, société fondée en 1881 à Francfort-sur-le-Main par Wilhelm Merton et ses associés Leo Ellinger, (1852-1916), Zachary Hochschild et Carl Hamburger, fut jusqu'à la  Première Guerre mondiale un Konzern spécialisé dans le négoce mondial des matières premières et les mines. En 1897, elle créa une filiale, Metallurgische Gesellschaft (rebaptisée Lurgi en 1919) , vouée à la construction d'usines métallurgiques de raffinage et de première fonte. En 1902, Alfred et Richard Merton prirent la direction du groupe.
Par ses prises de participation dans tous les pays industrialisés, Metallgesellschaft et sa filiale Berg- und Metallbank en vinrent à contrôler une part respectable du marché mondial des métaux, en particulier des non ferreux. L'économiste Robert Liefmann s'en prit publiquement en 1913 à Merton pour cela, et Lénine, dans L'Impérialisme, stade suprême du capitalisme (1917), se servait de l'organigramme tentaculaire de Metallgesellschaft reconstitué par Liefmann pour illustrer les dérives du capitalisme monopolistique à l'échelle mondiale.
La Première Guerre mondiale porta un coup sévère au groupe, qui jusque-là annonçait annuellement depuis son siège historique de Francfort les cours mondiaux du cuivre : la plupart de ses participations à l'étranger avaient été confisquées. À la mort de Wilhelm Merton en 1917, son fils Richard prit la présidence du conseil de surveillance.
Avec la rupture de ses approvisionnements en non-ferreux depuis l'Outre-Mer, Metallgesellschaft se reconcentra d'abord vers le secteur du recyclage des métaux. À ses participations d'avant-guerre dans Norddeutsche Affinerie (Chaudronneries de Heddernheim et Forges de Duisburg), elle adjoignit par rachat en 1921 les Forges Hans-Heinrich de Langelsheim et se lança dans la production d'alliages à base de lithium. Dans les années 1920, l'entreprise se diversifia par le rachat de la compagnie fluviale Unter-Weser Reederei et du logisticien Lehnkering ; elle devint actionnaire majoritaire de la société métallurgique Kolbenschmidt de Neckarsulm (1924), de Sachtleben Chemie (Cologne, 1926), et par ses Chaudronneries de Heddernheim, renforça sa participation dans Vereinigten Deutschen Metallwerken, qui dut établir son siège social à Francfort-Heddernheim (1930). Avec ses usines d'Altena, de Duisbourg. de Gustavsburg, de Cologne, de Mannheim, de Nuremberg et de Werdohl, VDM s'imposa au début des années 1930 comme le premier producteur mondial d'alliages et de non-ferreux.
Mais en raison de leurs origines juives, Alfred et Richard Merton furent écartés de la direction du groupe : Alfred émigra aux États-Unis en 1934, et Richard, arrêté au cours de la Nuit de Cristal, fut déporté dans le camp de concentration de Buchenwald ; il parvint néanmoins à négocier son extraction, avec toute sa famille, vers Londres en 1939. Dans le cadre de l'aryanisation, les nazis placèrent un commissaire spécial à la présidence de l'entreprise, stratégique pour l'économie de guerre du Reich.
Metallgesellschaft s'est associée à la fondation de l'organisation à but non lucratif Trümmerverwertungsgesellschaft (TVG), chargé du recyclage des gravats comme matériaux de construction : entre 1949 et 1960, son usine de Francfort-Bornheim a permis la reconstruction de 100 000 bâtiments détruits dans le bombardement de Francfort.
Un rapport de l'autorité d'occupation américaine (OMGUS) a blanchi en 1947 Metallgesellschaft des accusations de participation à la machine de guerre nazie, et de l'emploi de travailleurs forcés. Les usines de l'Ouest reprirent la production, mais la partition de l'Allemagne privait le groupe d'une grande partie de ses débouchés.
Richard Merton, revenu d'exil en 1948, retrouva sa place au conseil de surveillance. La forte demande en matières premières de l'Après-guerre provoqua d'abord une relance du marché. Dans les années 1950 et 1960, outre la vente et la production de métaux non ferreux, l'activité du groupe fut surtout tirée par la reconstruction et l'équipement d'usines ; puis, par diversification, elle se mua en conglomérat. En 1965, le groupe retrouva un chiffre d'affaires de 3,1 milliards de Deutsche Marks et employait 30 700 ouvriers.

## Controverses
Après l'invasion russe de l'Ukraine en 2022, GEA Group a fait l'objet de critiques pour avoir continué ses activités en Russie. Malgré le conflit en cours, l'entreprise a maintenu ses activités sur le marché russe, ce qui a conduit à des accusations selon lesquelles GEA profitait de la guerre. Cette position a été perçue par certains comme un soutien tacite au gouvernement russe. Cependant, l'entreprise a par la suite déclaré avoir suspendu de nouveaux investissements et ventes en Russie et a exprimé son engagement à se conformer aux sanctions. GEA a également précisé qu'elle travaillait à réduire ses activités commerciales en Russie en réponse à la situation en cours.

## Principaux actionnaires
Au 24 décembre 2019 :
| Kuwait Investment Authority IM   | 17 129 370 | 9,49% |
| Groupe Bruxelles Lambert IM      | 15 357 460 | 8,51% |
| Massachusetts Financial Services | 10 772 132 | 5,97% |
| MFS International                | 10 097 566 | 5,59% |
| Comerz bank IM                   | 9 196 145  | 5,10% |
| Schroder Investment Management   | 9 003 725  | 4,99% |
| Fidelity Management & Research   | 6 774 277  | 3,75% |
| Baillie Gifford &                | 6 328 968  | 3,51% |
| BlackRock Investment Management  | 5 161 578  | 2,86% |
| The Vanguard Group               | 4 762 192  | 2,64% |

## Organisation
Le groupe GEA est organisé en 11 « divisions » regroupées en 4 « segments » principaux.
- Customized Systems Segment
  - Refrigeration
  - Air Treatment
- Process Equipment Segment
  - Mechanical Separation
  - Process Equipment
  - Dairy Farm Systems
- Process Engineering Segment
  - Process Engineering
  - Energy Technology
- Plant Engineering Segment
  - Lurgi (de)
  - Lurgi Lentjes
  - Gas Cleaning
  - Zimmer

Chaque division possède une structure organisationnelle décentralisée avec une responsabilité globale pour être orientée vers le client final.
En 2007, la filiale Lurgi du groupe est vendue à la société française Air liquide pour un montant de 200 millions d'euros.

## Identité visuelle

Logo actuel.